# امیرانی (آتشفشان)

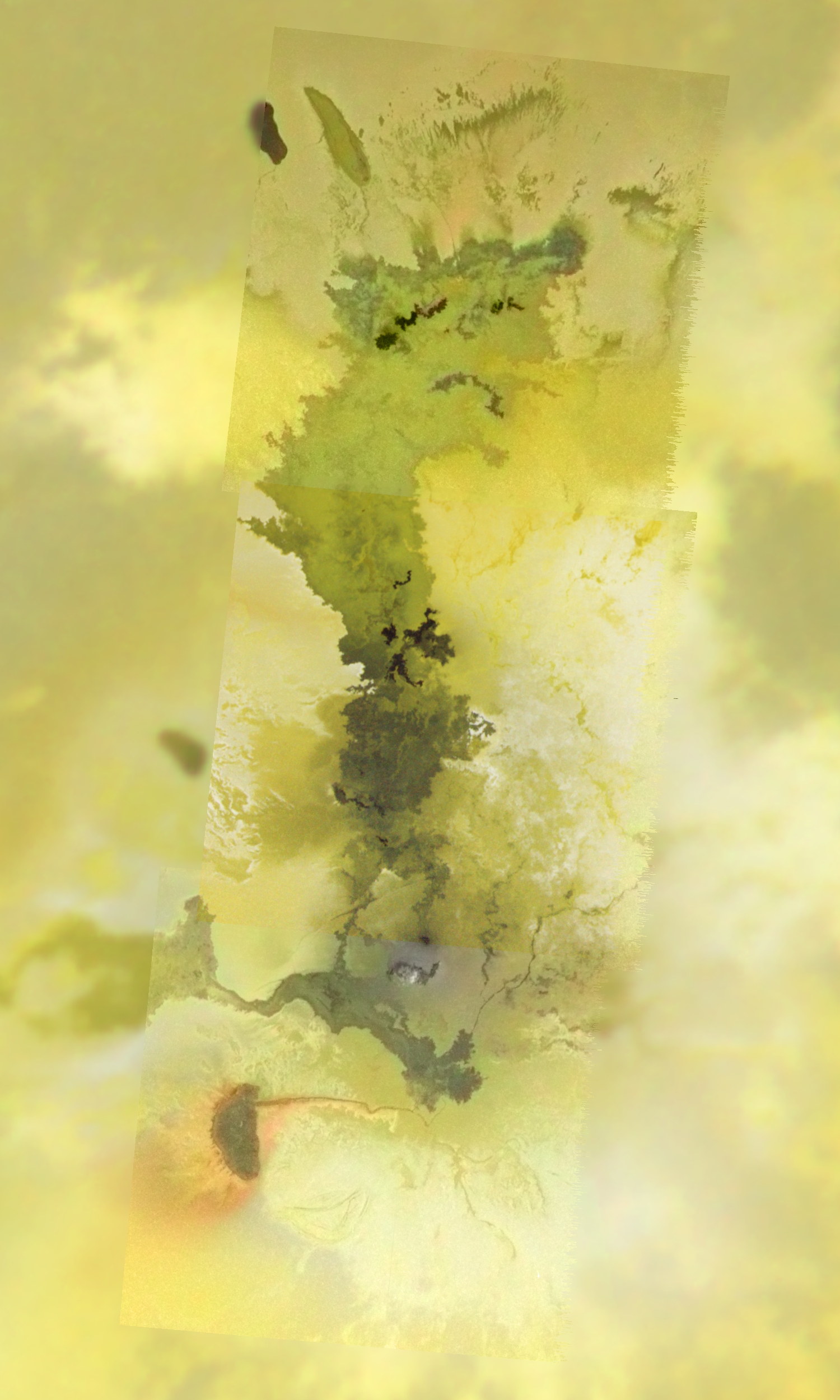
موزاییک رنگی فضاپیمای گالیلئو از آتشفشان امیرانی و میدان گدازه‌ای آن

امیرانی (انگلیسی: Amirani) یک آتشفشان فعال در آیو، یکی از قمرهای گالیله‌ای و نزدیک‌ترین قمر به مشتری است. این آتشفشان در نیم‌کرهٔ پیش روی آیو و در مختصات ۲۴٫۴۶° شمالی و ۱۱۴٫۶۸°غربی. قرار دارد. این آتشفشان مسئول بزرگ‌ترین جریان فعال گدازه در سراسر سامانه خورشیدی است و فوران‌های آن حتی از دیگر آتشفشان‌های آیو نیز گسترده‌تر بوده‌اند.
این آتشفشان نخستین بار در تصاویر فضاپیمای وویجر ۱ در مارس ۱۹۷۹ مشاهده شد. در همان سال، اتحادیه بین‌المللی اخترشناسی این ویژگی را به نام ایزد آتش در اسطوره‌های گرجستان، یعنی امیرانی، نام‌گذاری کرد.

## ترکیب و ویژگی‌های فیزیکی
آتشفشان امیرانی تقریباً هم‌عصر با مشتری است و قدمتی در حدود ۴٫۵ میلیارد سال دارد. این آتشفشان در نزدیکی گیش بار پاترا قرار دارد. در میان کوه‌های اطراف دهانه، امیرانی در مرکز میدانی از گدازه‌های منجمد گوگرد قرار دارد که شامل گودالی نیم‌دایره‌ای به قطر ۳۷ کیلومتر است که به یک جریان گدازه‌ای مرکب به طول ۳۳۰ کیلومتر از طریق کانالی باریک متصل شده است. نیمهٔ جنوبی این میدان گدازه‌ای با ابری سفید از رسوبات پراکندهٔ دی‌اکسید گوگرد (SO₂) احاطه شده که از مواد بازالتی و کانی‌های سیلیکاتی تشکیل شده‌اند و در هنگام فوران‌ها یخ زده و بر سطح آیو می‌افتند.

## فوران‌ها
جریان‌های گدازه‌ای که توسط فضاپیمای گالیلئو مشاهده شد، در مدت کمتر از پنج ماه، حدود ۶۲۰ کیلومتر مربع از سطح آیو را پوشاندند که شش برابر بیشتر از سطحی بود که آتشفشان کیلاویا در هاوایی طی ۲۱ سال پوشانده بود. امیرانی ویژگی‌های آتشفشان سپری زمینی را دارد؛ به‌طوری که فوران‌های آن گدازه‌هایی شبیه جریان‌های مذاب ایجاد کرده و حجم عظیمی از مواد بازالتی و گوگردی را تولید می‌کند. فعالیت‌های زمین‌شناختی این آتشفشان ناشی از نیروهای جزر و مدی مشتری است. مدار چرخش آیو باعث کنترل فوران‌های امیرانی می‌شود. این آتشفشان در دمایی تا ۱۶۵۰ درجهٔ سلسیوس فوران می‌کند، در حالی که میانگین دمای سطح آیو منفی ۹۵ درجهٔ سلسیوس است. برخلاف آتشفشان‌های زمین، امیرانی می‌تواند سال‌ها به‌طور پیوسته گدازه بیرون دهد.

## خاستگاه نام
این آتشفشان به نام امیرانی، قهرمان افسانه‌ای گرجی از سده‌های سوم تا دوم پیش از میلاد، نام‌گذاری شده است. امیرانی هم‌سنگ پرومته، تیتان، در اسطوره‌شناسی کلاسیک است؛ که خود نام یکی دیگر از آتشفشان‌های آیو نیز هست. گفته می‌شود که امیرانی، فرزند دالی، ایزدبانوی بزرگ شکار، با آموزش دادن استفاده از فلز به انسان‌ها، خشم خدا را برانگیخت. در نتیجه، او را به صخره‌های قفقاز زنجیر کردند. در حالی‌که امیرانی تلاش می‌کرد خود را آزاد کند، عقابی هر روز به کبد او حمله می‌کرد.